# Cornigomphus mariannae
Cornigomphus mariannae – gatunek ważki z rodziny gadziogłówkowatych (Gomphidae). Występuje w Afryce Zachodniej; znany z miejsca typowego na górze Nimba w Gwinei oraz kilku stanowisk w Liberii.